# Boraras
Boraras es un género de peces de la familia Cyprinidae y de la orden de los Cypriniformes.
Su tamaño máximo es de 3 cm, con un promedio de 2 cm, por ello se les considera peces "miniatura".
Se caracterizan por sus patrones de colores vivos y otras debido a su tamaño pequeño como bajo número de escamas, ramificación reducida de las branquias, entro otros.

## Especies
- Boraras brigittae (D. Vogt, 1978)
- Boraras maculatus (Duncker, 1904)
- Boraras merah (Kottelat, 1991)
- Boraras micros Kottelat & Vidthayanon, 1993
- Boraras naevus Conway & Kottelat, 2011
- Boraras urophthalmoides (Kottelat, 1991)